# Асямов, Александр Георгиевич
Асямов Александр Георгиевич (21 февраля 1945, Урумчи, Синьцзян — 18 января 2015) — советский, киргизский плакатист, график, живописец. Член Союза художников КР с 1988 года. Его работы экспонировались более 60 выставках — шести всесоюзных и девяти международных. 1993 г. прошла персональная выставка в выставочном зале Кыргызского государственного музея изобразительных искусств.

## Биография
Родился в 1945 году в Урумчи, Китай. В 1951—1952 годах эмигрантам из Китая была предоставлена возможность вернуться на родину. Семья Асямовых переехала в СССР. Асямов начал учёбу в средней школе в городе Пржевальск Киргизской ССР, окончил во Фрунзе. После окончания средней школы поступил в художественное училище во Фрунзе. После два года работал художником-дизайнером на заводе «Айнур». Затем перешел в Художественный Фонд Музея изобразительных искусств КР, где помогал организовывать выставки и участвовал в них.
Асямов часто рисовал плакаты. С началом перестройки он стал больше заниматься графикой и живописью. В декабре 1999 года он посетил Торре Канавезе, Италия, в рамках международного проекта, инициированного мэром данного города. Идея проекта заключалась в том, чтобы украсить стены домов и улиц Торре Канавезе картинами художников из бывших советских республик. Некоторые работы Асямова выставлены не только на стенах городских домов, но и в городской картинной галерее.
Работы Александра Асямова находятся в частных коллекциях в Санкт-Петербурге, Москве, Красноярске, а также в Австралии, США, Германии, Южной Корее, Турции, Австрии, Норвегии, Канаде, Ирландии и Англии.

## Награды
- 1982 — Диплом и Диплом ГАИ, г. Фрунзе, плакат.
- 1984 г. — III место и Диплом Общества «Борьба за безалкогольный образ жизни», г. Фрунзе, плакат.
- 1985 г. — 1 место и награда ГАИ, Фрунзе, плакат
- 1987 — Москва, Диплом конкурса сатирического плаката.
- 1988 г. — 1-е и 3-е места, премия Общества Красного Креста, г. Фрунзе.
- 1989 — Диплом I степени конкурса «Книжное искусство, плакат», г. Ташкент.
- 1990 — Диплом и специальная награда Союза дизайнеров Казахстана, г. Алматы.
- 2001, 2002 — Фонд Айдына Догана, участник конкурса турецких карикатуристов.
- 2003 г. — Участник международного конкурса «Чайники», г. Бишкек.